# Kweldergors
De kweldergors (Ammospiza maritima synoniem: Ammodramus maritimus) is een vogelsoort in de familie  Passerellidae (Amerikaanse gorzen) en komt voor in de Verenigde Staten.

## Ondersoorten
De soort telt negen ondersoorten:
- A. m. maritima: van New Hampshire tot noordelijk North Carolina.
- A. m. macgillivraii: North Carolina tot zuidelijk Georgia.
- A. m. pelonota: noordoostelijk Florida.
- A. m. fisheri: de Golfstaten aan de Golf van Mexico.
- A. m. sennetti: de zuidkust van Texas.
- A. m. peninsulae: westelijk Florida.
- A. m. juncicola: noordelijk Florida.
- A. m. nigrescens: het oostelijke deel van Centraal-Florida (Ridgway, 1873).
- A. m. mirabilis: zuidwestelijk Florida (Howell, 1919).

## Status
De kweldergors is een endemische soort in het zuidoosten van de Verenigde Staten en het uiterste noordoosten van Mexico. De ondersoort A. m. nigrescens stierf in deze eeuw uit. De laatste waarnemingen dateren uit de jaren 1980. Van de overige ondersoorten gaan de aantallen achteruit, maar het tempo van achteruitgang ligt onder de 30% in tien jaar (minder dan 3,5% per jaar). Om deze redenen staat de kweldergors als niet bedreigd op de Rode Lijst van de IUCN.

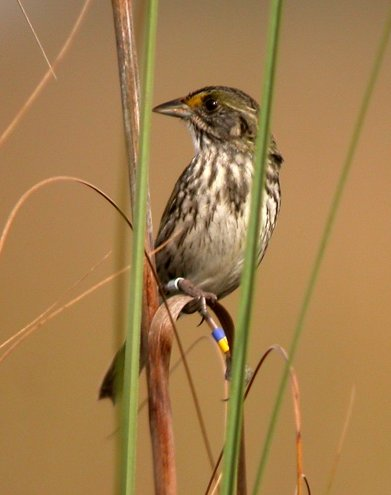
Ammodramus martimus mirabilis
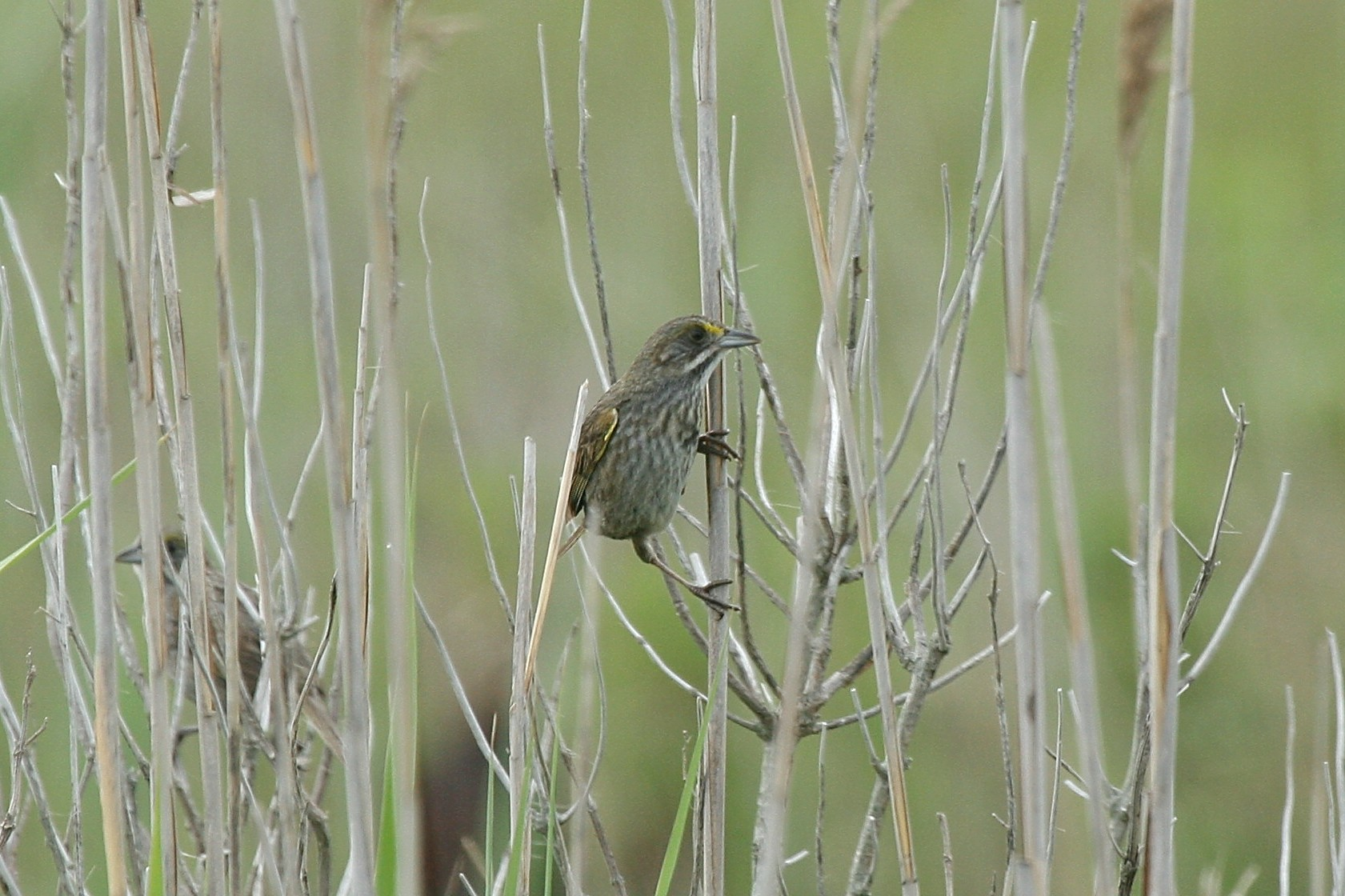
Ammodramus martimus martimus